# Wundts illusion

Wundts illusion

Wundts illusion är en förvrängande kognitiv optisk illusion, som först beskrevs av den tyske psykologen Wilhelm Wundt på 1800-talet. De två röda vertikala linjerna är båda raka, men det ser ut som om de böjer sig inåt för vissa observatörer. Illusionen skapas av de djupskapande bakgrundslinjerna som går till sina respektive nav på var sida om de röda linjerna. Wundts illusion kan sägas vara en variant av Orbisons illusion och en exakt motsats av Herings illusion.
Wundts illusion är en av flera som liknar Herings illusion, men som istället har ett centrum som förfaller att vara närmare betraktaren. De röda linjerna ser ut att böja sig mot varandra i mitten, eftersom hela den mittre delen av figuren ser ut att vara närmare oss än de båda knutpunkterna i periferin. På grund av detta percepterar vi att mittenpartiets linjer bör vara tunnare, så att figuren stämmer med perspektivet.
En annan variant av Wundts illusion är  horisontal-vertikal-illusionen, som introducerades av Wundt år 1858. Den mittre linjen i denna är lika lång som den vertikala trots att den vertikala upplevs vara mycket längre. Den horisontella linjen behöver utökas upp till 30 procent för att percepteras vara jämnlång med den vertikala. Detta fenomen är inte bara begränsat till enkla teckningar utan kan också bevittnas i byggnadssammanhang samt i andra föremål där vi erfarenhetsmässigt antar att höjden överträffar bredden.